# Buchnera (planta)
Buchnera es un género de plantas fanerógamas perteneciente a la familia Orobanchaceae. Comprende 244 especies descritas y de estas, solo 138 aceptadas.

## Taxonomía
El género fue descrito por Carlos Linneo y publicado en Species Plantarum 2: 630. 1753.    La especie tipo es: Buchnera americana

## Especies seleccionadas
- Buchnera affinis
- Buchnera africana
- Buchnera albiflora
- Buchnera americana
- Buchnera amethystina